# Sinaly Diomandé
Sinaly Diomandé, né le 9 avril 2001 à Yopougon, est un footballeur international ivoirien, qui évolue au poste de défenseur central à l'AJ Auxerre.

## Biographie

### En club

#### Jeunesse et formation
Sinaly Diomandé naît le 9 avril 2001 à Yopougon, une commune du district d'Abidjan.
Il est formé à l'académie Jean-Marc Guillou à Abidjan, puis rejoint le Guidars FC, au Mali.

#### Olympique lyonnais (depuis 2019)
Le 2 septembre 2019, Diomandé signe son premier contrat professionnel de quatre saisons à l'Olympique lyonnais, qui a dépensé 0,55 M€ (+2M€ de bonus et un intéressement de 30% maximum sur la plus-value d'un éventuel transfert) pour le recruter. Il intègre ainsi l'équipe réserve du club lyonnais, qui évolue en National 2.
Durant la saison 2019-2020, il dispute seize matchs de championnat de National 2 ainsi que six matchs de Youth League. La réserve de l'OL termine à la 8e place de National 2 à l'arrêt du championnat dû à la pandémie de Covid-19, et sont éliminés en quarts de finale de Youth League par le RB Leipzig sur le score de 4-3. Diomandé n'a pas pu participer à ce match en raison de sa convocation avec le groupe professionnel pour la fin de la Ligue des Champions, à l'instar de Melvin Bard. Il se contente alors de rester sur le banc lors des qualifications face à la Juventus et Manchester City, ainsi que pour la défaite 3-0 en demi-finale face au futur vainqueur, le Bayern Munich.
En début de la saison 2020-2021, Sinaly Diomandé s'installe durablement dans le groupe professionnel, et fait ses débuts en Ligue 1 le 18 septembre 2020 à l'âge de 19 ans en remplaçant Léo Dubois au poste de latéral droit à la 56e minute face à Nîmes au Groupama Stadium (match nul 0-0). Il vit ensuite sa première titularisation la journée suivante face au FC Lorient dans une défense à 3, et est remplacé au début de la seconde période pour des raisons tactiques (match nul 1-1). Face à l'AS Monaco, il concède un penalty pour une faute sur Ruben Aguilar, qui sera transformé par Wissam Ben Yedder, mais cela sera sans conséquence en raison de l'importante avance de l'Olympique lyonnais (victoire 4-1). Il est par la suite titulaire pour le derby face à l'AS Saint-Étienne, couronné d'une victoire 2 buts à 1.
Le 28 janvier 2021, il prolonge jusqu'en 2025 avec l'OL.
AJ Auxerre (depuis 2024)
Le 30 août 2024, il signe librement à l'AJ Auxerre jusqu'en juin 2027.

### En équipe nationale
Le 1er octobre 2020, il reçoit sa première convocation avec l'équipe de Côte d'Ivoire dirigée par Patrice Beaumelle, où il rejoint son coéquipier Maxwel Cornet. Il dispute son premier match avec les Éléphants le 8 octobre 2020 face à la Belgique de son coéquipier Jason Denayer (match nul 1-1) dans le cadre d'un match amical, et enchaîne face au Japon (défaite 1-0), toujours en amical. Le 17 novembre 2020, il dispute son premier match officiel face à Madagascar (match nul 1-1) dans le cadre des qualifications à la CAN 2021.

## Statistiques

### En club

#### Parcours junior
| Saison    | Club                   | Coupe Gambardella | Coupe Gambardella | Coupe Gambardella | Compétitions(s) continentale(s) | Compétitions(s) continentale(s) | Compétitions(s) continentale(s) | Compétitions(s) continentale(s) | Total | Total | Total |
| Saison    | Club                   | M                 | B                 | Pd                | C                               | M                               | B                               | Pd                              | M     | B     | Pd    |
| --------- | ---------------------- | ----------------- | ----------------- | ----------------- | ------------------------------- | ------------------------------- | ------------------------------- | ------------------------------- | ----- | ----- | ----- |
| 2019-2020 | Olympique lyonnais U19 | -                 | -                 | -                 | UYL                             | 6                               | 0                               | 0                               | 6     | 0     | 0     |
| Total     | Total                  | -                 | -                 | -                 | -                               | 6                               | 0                               | 0                               | 6     | 0     | 0     |

#### Parcours professionnel
| Saison                | Club                    | Championnat           | Championnat | Championnat | Championnat | Coupe(s) nationale(s) | Coupe(s) nationale(s) | Coupe(s) nationale(s) | Compétition(s) continentale(s) | Compétition(s) continentale(s) | Compétition(s) continentale(s) | Compétition(s) continentale(s) | Total | Total | Total |
| Saison                | Club                    | Division              | M.          | B.          | P.d.        | M.                    | B.                    | P.d.                  | Comp.                          | M.                             | B.                             | P.d.                           | M.    | B.    | P.d.  |
| 2019-2020             | Olympique lyonnais rés. | National 2            | 16          | 0           | 0           | -                     | -                     | -                     | -                              | -                              | -                              | -                              | 16    | 0     | 0     |
| 2020-2021             | Olympique lyonnais      | Ligue 1               | 27          | 0           | 0           | 4                     | 0                     | 0                     | -                              | -                              | -                              | -                              | 31    | 0     | 0     |
| 2021-2022             | Olympique lyonnais      | Ligue 1               | 11          | 0           | 0           | -                     | -                     | -                     | C3                             | 4                              | 0                              | 0                              | 15    | 0     | 0     |
| 2022-2023             | Olympique lyonnais      | Ligue 1               | 24          | 0           | 0           | 5                     | 0                     | 0                     | -                              | -                              | -                              | -                              | 29    | 0     | 0     |
| 2023-2024             | Olympique lyonnais      | Ligue 1               | 10          | 0           | 0           | -                     | -                     | -                     | -                              | -                              | -                              | -                              | 10    | 0     | 0     |
| Sous-total            | Sous-total              | Sous-total            | 72          | 0           | 0           | 9                     | 0                     | 0                     | -                              | 4                              | 0                              | 0                              | 85    | 0     | 0     |
| 2024-2025             | AJ Auxerre              | Ligue 1               | 23          | 3           | 2           | 1                     | 0                     | 0                     | -                              | -                              | -                              | -                              | 24    | 3     | 2     |
| Total sur la carrière | Total sur la carrière   | Total sur la carrière | 111         | 3           | 2           | 10                    | 0                     | 0                     | -                              | 4                              | 0                              | 0                              | 125   | 3     | 2     |

### En sélection nationale
| Saison                | Sélection             | Campagne              | Phases finales | Phases finales | Phases finales | Éliminatoires | Éliminatoires | Éliminatoires | Matchs amicaux | Matchs amicaux | Matchs amicaux | Total | Total | Total |
| Saison                | Sélection             | Campagne              | M              | B              | Pd             | M             | B             | Pd            | M              | B              | Pd             | M     | B     | Pd    |
| --------------------- | --------------------- | --------------------- | -------------- | -------------- | -------------- | ------------- | ------------- | ------------- | -------------- | -------------- | -------------- | ----- | ----- | ----- |
| 2020-2021             | Côte d'Ivoire         | -                     | -              | -              | -              | 1             | 0             | 0             | 4              | 0              | 0              | 4     | 0     | 0     |
| 2021-2022             | Côte d'Ivoire         | -                     | -              | -              | -              | 3             | 0             | 0             | -              | -              | -              | 3     | 0     | 0     |
| 2022-2023             | Côte d'Ivoire         | -                     | -              | -              | -              | -             | -             | -             | 2              | 0              | 0              | 2     | 0     | 0     |
| Total sur la carrière | Total sur la carrière | Total sur la carrière | -              | -              | -              | 4             | 0             | 0             | 6              | 0              | 0              | 10    | 0     | 0     |

### Matchs internationaux
| Matchs internationaux de Sinaly Diomandé | Matchs internationaux de Sinaly Diomandé | Matchs internationaux de Sinaly Diomandé                | Matchs internationaux de Sinaly Diomandé | Matchs internationaux de Sinaly Diomandé | Matchs internationaux de Sinaly Diomandé | Matchs internationaux de Sinaly Diomandé                      |
| #                                        | Date                                     | Lieu                                                    | Adversaire                               | Résultat                                 | Compétition                              | Notes                                                         |
| ---------------------------------------- | ---------------------------------------- | ------------------------------------------------------- | ---------------------------------------- | ---------------------------------------- | ---------------------------------------- | ------------------------------------------------------------- |
| 1                                        | 8 octobre 2020                           | Stade Roi Baudouin, Bruxelles, Belgique                 | Belgique                                 | 1 - 1                                    | Match amical                             | Titulaire.                                                    |
| 2                                        | 13 octobre 2020                          | Stade de Galgenwaard, Utrecht, Pays-Bas                 | Japon                                    | 1 - 0                                    | Match amical                             | Titulaire.                                                    |
| 3                                        | 17 novembre 2020                         | Stade municipal de Mahamasina, Antananarivo, Madagascar | Madagascar                               | 1 - 1                                    | Qualifications à la CAN 2021             | Titulaire.                                                    |
| 4                                        | 5 juin 2021                              | Stade Félix-Houphouët-Boigny, Abidjan, Côte d'Ivoire    | Burkina Faso                             | 2 - 1                                    | Match amical                             | Titulaire.                                                    |
| 5                                        | 11 juin 2021                             | Cape Coast Sports Stadium, Cape Coast, Ghana            | Ghana                                    | 0 - 0                                    | Match amical                             | Entre en jeu à la place de Willy Boly à la 93e minute de jeu. |
| 6                                        | 3 septembre 2021                         | Stade national de Maputo, Maputo, Mozambique            | Mozambique                               | 0 - 0                                    | Qualifications à la Coupe du monde 2022  | Titulaire.                                                    |
| 7                                        | 6 septembre 2021                         | Stade olympique Ebimpé, Abidjan, Côte d'Ivoire          | Cameroun                                 | 2 - 1                                    | Qualifications à la Coupe du monde 2022  | Entre en jeu à la place de Willy Boly à la 69e minute de jeu. |
| 8                                        | 8 octobre 2021                           | Orlando Stadium, Soweto, Afrique du Sud                 | Malawi                                   | 0 - 3                                    | Qualifications à la Coupe du monde 2022  | Titulaire.                                                    |